# Línea G8 (Montevideo)
La línea G8 es una línea de carácter local y alimentadora de la Terminal Colón de Montevideo. Su recorrido parte desde allí hasta el Hipódromo de las Piedras.

## Características
Fue creada en diciembre de 2012 con la inauguración de la Terminal Colón. Sustituyó a la ex línea L8, conservando gran parte de su recorrido. 

## Recorridos
Circula por Colón, el pueblo Abayubá y la ciudad de Las Piedras
| Partida Andén 6 (Terminal Colón) - Camino Colman - Avenida César Mayo Gutiérrez - Carlos A. López - Pororó - Fernando Menck - Avenida César Mayo Gutiérrez - Coracé - Camino De La Justicia - Camino A la Cuchilla Pereira - Camino Burmester - Camino América - Hipódromo de Las Piedras | Retorno (Hipodromo) - Camino América - Camino Burmester - Camino A la Cuchilla Pereira - Camino De La Justicia - Coracé - Avenida César Mayo Gutiérrez - Fernando Menck - Pororó - Carlos A. López - Avenida César Mayo Gutiérrez - Camino Colman - Andén 7 (Terminal Colón) |